# Duvalius voraginis
Duvalius voraginis is een keversoort uit de familie van de loopkevers (Carabidae). De wetenschappelijke naam van de soort is voor het eerst geldig gepubliceerd in 1938 door Jeannel et J. Ochs.